# 헨 오글레드

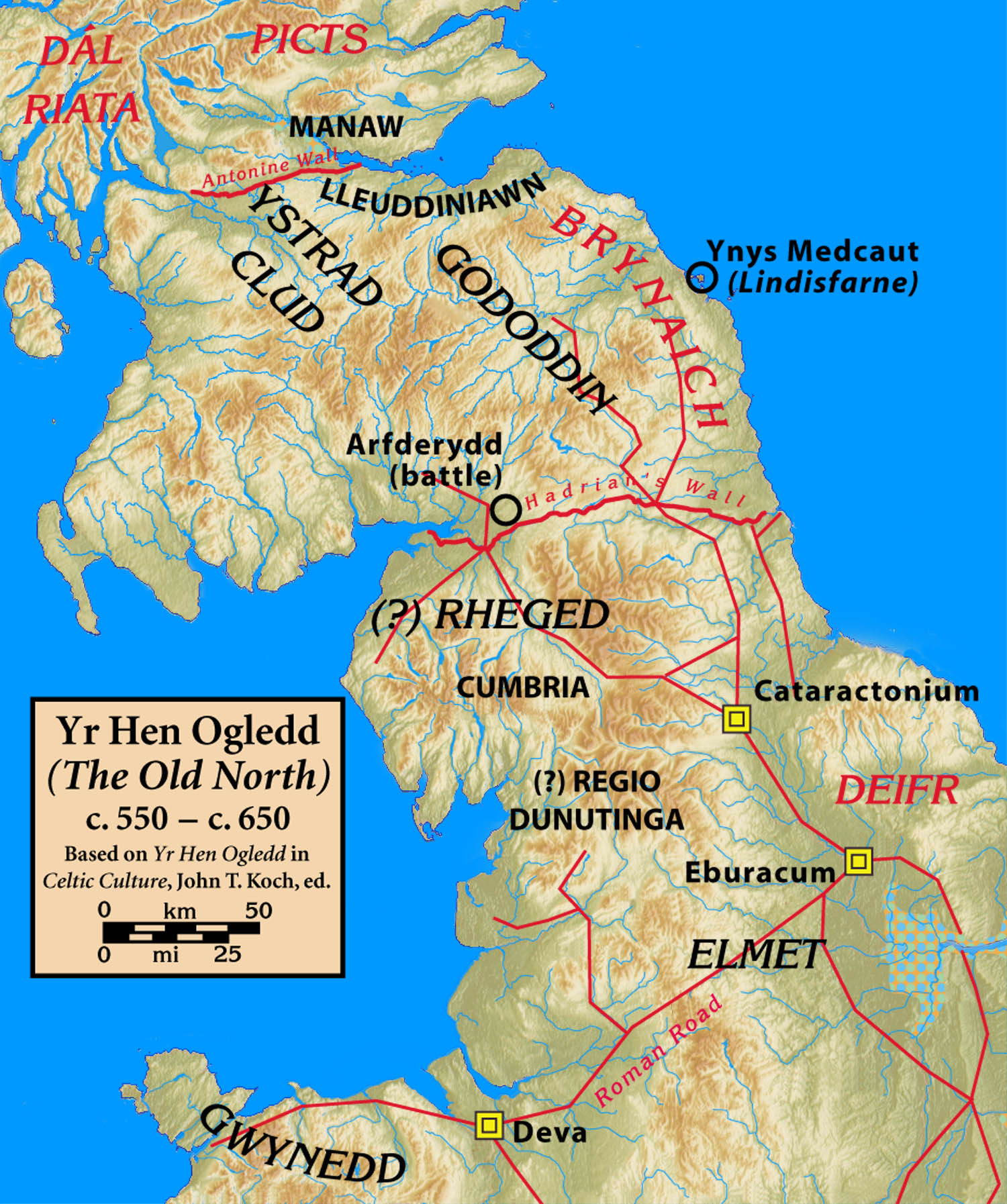
기원후 550년-650년의 헨 오글레드 지역 지도.

어르 헨 오글레드(웨일스어: Yr Hen Ogledd [ər ˌheːn ˈɔɡlɛð]→북방 고토)는 중세 초기 후로마 브리튼에서 켈트족 계열 브리튼인들이 살았던 북잉글랜드와 저지 스코틀랜드를 가리키는 표현이다. 이 지역에서 사용된 브리튼어를 컴브리아어라고 한다.
헨 오글레드 지역에 있었던 주요 국가로는 엘베드(오늘날의 요크셔), 고도딘(오느날의 로디언과 스코틀랜드 변경 지역), 레게드(오늘날의 갤로웨이), 클라이드 내포 주변의 어스트라드클리드(오늘날의 스트래스클라이드와 컴브리아)가 있었다. 그 외에 자잘한 소왕국으로 아에론, 칼흐버너드, 에이던, 러이디니아운, 마나우 고도딘 등이 있었다. 이 중 에이던, 러이디니아운, 마나우 고도딘은 고도딘 왕국의 속국이었던 것으로 보인다.
브리튼인들의 이들 왕국들은 어스트라드클리드를 제외하면 모두 기원후 800년이 되기 전에 남쪽의 앵글로색슨인과 북쪽의 픽트인들에게 정복된다. 어스트라드클리드는 11세기까지 버티다 게일인 국가인 알바 왕국에게 합병된다. 이로써 브리튼인은 모든 북방 영토를 잃고 웨일스에 고립된다.
헨 오글레드의 유산은 웨일스에 강하게 남아 있다. 많은 초기 웨일스 사료들이 그 저자를 "북방 고토인"들(탈리에신, 아네이린, 머르딘 우얼트 등)에게 돌리고 있으며, 프러데인섬의 삼제시 같은 웨일스 신화에는 북쪽 출신 영웅들이 등장한다.

## 같이 보기
- 앵글로색슨 잉글랜드
- 노섬브리아 왕국
- 머시아 왕국
- 귀네드 왕국